# Avenida de Ceuta
A Avenida de Ceuta é o final do corredor fundamental de Lisboa entre o Campo Grande e Alcântara que compreende também a Avenida dos Combatentes (desde o Campo Grande até à Praça de Espanha) e a Avenida Calouste Gulbenkien (desde a Praça de Espanha - ao Parque Florestal de Monsanto).
Percorre as freguesias de Campolide, Alcântara, Campo de Ourique e Estrela, servindo de "fronteira" nas três últimas.
Este arruamento foi o primeiro troço do corredor a ser concluído, em 1941, em plena Segunda Guerra Mundial, para facilitar o acesso à Doca de Alcântara, devido ao elevado número de navios que aí atracavam.
Esta avenida corre pelo desfiladeiro do Vale de Alcântara, a partir do final da Avenida C. Gulbenkian, podendo assim ter ficado ampla e plana, facilitando o acesso à zona ribeirinha de Lisboa e, permitindo uma condução mais livre e rápida, embora o limite de velocidade seja de 50 km/h. 
Conta com duas vias em cada sentido e, uma terceira para transportes públicos. É servida por ruas secundárias e estreitas que descem de Campolide e Prazeres, indo terminar atualmente na Rua João de Oliveira Miguens, a qual prossegue até à Avenida 24 de Julho, dando seguimento, pelo Viaduto de Alcântara, às Docas de Alcântara.